# NK Ostrna Velika Ostrna
NK Ostrna je nogometni klub iz Velike Ostrne.

## Povijest
Nogometni klub Ostrna posljednji put osnovan je 1999. godine, a nasljednik je starog ostrvljanskog kluba Radnik iz 1950-ih. U klubu postoje kategorije: seniori, juniori, stariji i mlađi pioniri. 

## Osvajanje 1. ŽNL - Istok te promocija u JŽNL
U sezoni 2008/09 NK Ostrna je uspjela osvojiti 1. ŽNL - Istok ispred Nk SLobode iz Gradeca te Lonje iz Lonjice, te je izborila promociju u JŽNL.

## Grb kluba
Grb je nogometna lopta, oko koje je kružno ispisano NOGOMETNI KLUB OSTRNA.

## Igralište
Igralište NK Ostrne zove se Igralište "Milan Cik". Dimenzije su 100 m x 65 m, ima reflektore ali nema tribine.

## Ostrnjska Olimpijada
Dana 30. kolovoza 2008. održana je ostrnjska Olimpijada nakon gotovo 18 godina, pod sponzorstvom NK Ostrne i Turističke zajednice Dugo Selo. Sudjelovalo je stotinjak sudionika iz Male i Velike Ostrne. Održana su natjecanja u 6 sportova: malom nogometu, bacanju kugle, skoku u dalj, trčanju na 100 i 2800 m, potezanju užeta te šahu.
Od 2012. godine klub se ispadanjem iz JNŽL, vraća u 1. ŽNL – Istok.